# سامسونگ اس‌پی‌اچ-ام۵۲۰
سامسونگ اس‌پی‌اچ-ام۵۲۰ یک‌نمونه از گوشی‌های تلفن همراه سری M شرکت سامسونگ می‌باشد  که توسط همین شرکت به بازار عرضه شده‌است.